# 800미터 달리기

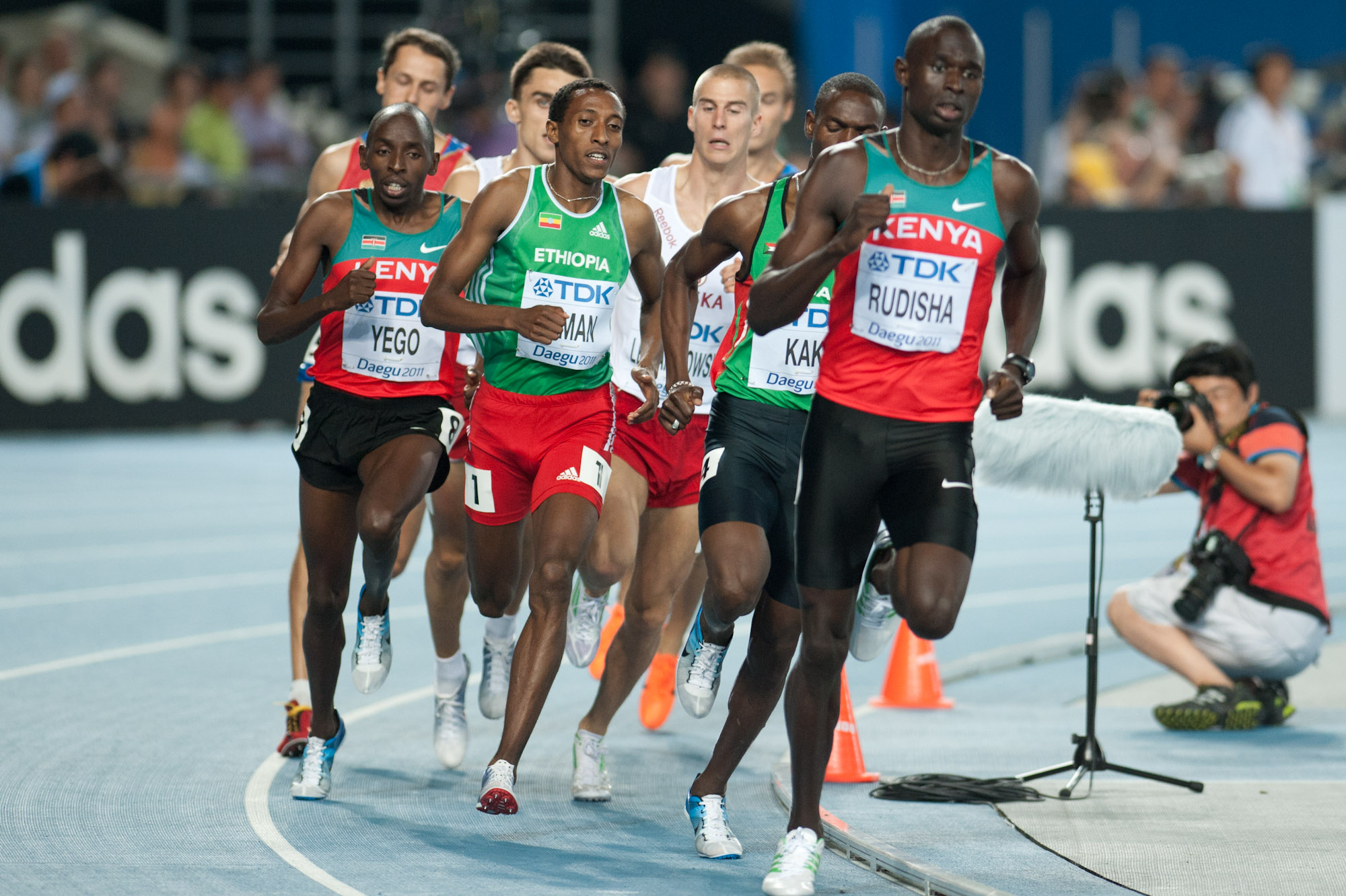
2011년 세계 육상 선수권 대회(대구 2011) 800미터 최종

800미터 달리기(800 metres, 800 meters)는 일반적인 트랙 달리기 행사이다. 800 미터는 400미터 트랙을 두 바퀴 뛰며 1896년 제1회식 이후로 지금까지 올림픽 경기의 하나로 유지되고 있다. 실내 트랙 시즌 중에 이 행사는 보통 200미터 트랙에서 달리므로 4바퀴를 뛰어야 한다.
이 종목까지는 세퍼레이트 코스에서 출발하며, 120m 지점에서 오픈코스로 바뀐다.

## 같이 보기
- 남자 800m 달리기 세계 기록 추이
- 여자 800m 달리기 세계 기록 추이